# Cosma Shiva Hagen
Cosma Shiva Hagen, född 17 maj 1981 i Los Angeles, är en tysk skådespelerska. Hon är dotter till sångerskan och skådespelerskan Nina Hagen och musikern Ferdinand Karmelk. Hon är barnbarn till Eva-Maria Hagen och Hans Oliva-Hagen.  Hon har spelat i tyska filmer och TV-produktioner. 